# 邢璵
邢璵（？年—？年），字？，陝西省西安府涇陽縣人，貢生，仕至知府，

## 生平[1]
- 乾隆二十四年，任廣東連平州知州[2]
- 乾隆二十七年（1762年），任廣東廣州府新安縣知縣[3][4]
- 山西朔州知州
- 乾隆三十四年，任山西代州直隸州知州[5]
- 乾隆三十五年，任廣西慶遠府知府[6]
- 乾隆三十七年，任廣西思恩府知府[7]
- 湖北鄖陽府知府
- 乾隆四十七年，降調江西袁州府同知
- 乾隆四十七年，署江西萬安縣知縣[8]
- 乾隆四十八年，任江西饒州府景德鎭同知[9][10]
- 乾隆四十九年，署江西浮梁縣知縣[11]
- 乾隆五十一年，署江西撫州府知府[12]
- 乾隆五十三年，任江西九江府同知[13]
- 署江西吉安府知府[14]
- 乾隆五十五年八月，浙江金華府知府
- 乾隆五十八年，任浙江嘉興府知府[15]
- 乾隆五十九年，兼署海防同知[16]